# Olivier Busquet
Olivier Busquet (New York, 22 agosto 1981) è un giocatore di poker statunitense.
Considerato uno tra i migliori giocatori al mondo di sit 'n go-heads-up, al 2011 ha guadagnato oltre $2.246.136 in tornei live. Ha al suo attivo la vittoria di un titolo World Poker Tour.
Cresciuto a Manhattan in una famiglia originaria della Francia, si è laureato alla Cornell University in Filosofia; tornato a New York, ha trovato impiego dapprima in una impresa commerciale di Wall Street, successivamente presso SAC Capital Advisors in Connecticut.
Ben presto si dedica al poker, iniziando dai livelli più bassi del cash game; in poco tempo diventa esperto di sit 'n go-heads-up, fino ad affermarsi come uno dei migliori giocatori al mondo di poker online nella specialità.
Nei tornei live inizia a centrare piazzamenti a premi a partire dal 2008. Alle WSOP 2008 va due volte a premio; nell'edizione 2009 si conferma con tre piazzamenti. Nel settembre 2009 conquista il titolo WPT nel $3.300 No Limit Hold'em Championship Event Borgata Poker Open di Atlantic City, aggiudicandosi la cifra di $925.514.
Nel 2010 arriva secondo all'European Poker Tour Grand Final di Monte Carlo, risultato che gli frutta una vincita di €597.000; alle WSOP 2010 finisce due volte a premio, e tre alle WSOP 2011.